# Station Hattingen (Ruhr) Mitte
Station Hattingen (Ruhr) (Duits: Bahnhof Hattingen (Ruhr)) is een S-Bahnstation in de Duitse plaats Hattingen. Het station ligt aan de spoorlijn Hattingen - Hattingen Mitte.

## Treinverbindingen
| Serie | Treinsoort            | Route                                                                    | Bijzonderheden |
| ----- | --------------------- | ------------------------------------------------------------------------ | -------------- |
| S 3   | S-Bahn (DB Regio NRW) | Oberhausen Hbf – Mülheim (Ruhr) Hbf – Essen Hbf – Hattingen (Ruhr) Mitte |                |